# 1900年夏季奧林匹克運動會欖球比賽
在1900年夏季奧林匹克運動會聯合式橄欖球比賽，於10月14日和10月28日舉行，只有進行兩場比賽。共有47名運動員參加比賽，大多來自三個國家，除了英國及德國之外，混合隊由十五法國人，一名海地人和一名法國出生的美國人組成。法國田徑運動協會聯盟（Union des Sociétés Françaises）代表法國參賽，SC 1880法蘭克福（FC 1880 Frankfurt）代表德國，莫斯利流浪者（Moseley Wanderers）則代表英國。法國隊分別對陣德國隊和英國隊，贏得兩場比賽並獲得金牌，德國隊和英國隊都獲得銀牌，沒有頒發銅牌。

## 比賽

### 第一場
| 10月14日 | 法國 | 27–17 | 德國                                                                 | 文森体育场 入场人数：3,500 裁判：FC Potter-Irwin (英格蘭) |
| 10月14日 |      | 報告  | 达阵：E Ludwig, Reitz, Schmierer 角球：Schmierer (2) 落地：Schmierer | 文森体育场 入场人数：3,500 裁判：FC Potter-Irwin (英格蘭) |

### 第二場
| 10月28日 | 法國 | 27–8 | 英國 | 文森体育场 入场人数：6,000 裁判：M.T.B. Potter |
| 10月28日 | 報告 |      |      | 文森体育场 入场人数：6,000 裁判：M.T.B. Potter |

## 獎牌榜
| 金牌 | 混合（ZZX） | 2          | 54         | 27.00      |            |            |
| 銀牌 | 德國        | 1          | 17         | 17         |            |            |
| 銀牌 | 英國        | 1          | 8          | 8          |            |            |
| 銅牌 | (沒有頒發)  | (沒有頒發) | (沒有頒發) | (沒有頒發) | (沒有頒發) | (沒有頒發) |

## 外部連結
- Rugby at the Olympics （页面存档备份，存于）